# Boitze
Boitze là một đô thị của huyện Lüneburg, bang Niedersachsen, Đức. Đô thị này có diện tích 25,41 km². Boitze có dân số 416 người (thời điểm 31 tháng 12 năm 2007).